# Maria Borszewska-Kornacka
Maria Katarzyna Borszewska-Kornacka (ur. 27 stycznia 1948) – polska pediatra, neonatolożka, profesor nauk medycznych.

## Życiorys
Studia lekarskie ukończyła na Akademii Medycznej w Poznaniu, gdzie następnie pracowała przez 28 lat w Klinice Neonatologii. W 1980 obroniła doktorat, a w 1993 habilitację (Ultrosonograficzna ocena krwawień dokomorowych i okołokomorowych oraz zmian leukomalacyjnych u noworodków w zestawieniu ze stanem klinicznym i rozwojem dzieci w pierwszym roku życia). W 2001 utrzymała tytuł naukowy profesora. Odbyła staże zagraniczne m.in. w USA, Finlandii, Szwecji, Francji.
Autorka 625 publikacji, w tym 4 monografii i 122 prac oryginalnych. Wypromowała co najmniej 16 doktorów, m.in. Ewę Gajewską.
Od 2001 zatrudniona w Szpitalu Klinicznym im. ks. Anny Mazowieckiej Warszawskiego Uniwersytetu Medycznego jako profesor pediatrii i neonatologii. Pierwsza kierowniczka Kliniki Neonatologii i Intensywnej Terapii Noworodka WUM założonej w 2002. Konsultantka wojewódzka ds. neonatologii dla województwa mazowieckiego.
Prezes Polskiego Towarzystwa Neonatologicznego od 2012. Członkini Zarządu Krajowego Funduszu na rzecz Dzieci od 2002 (w tym wiceprezes w latach 2004–2017). Koordynatorka neonatologicznego programu Childrens’ Medical Care Fundation.
W uroczystości z okazji zakończenia pracy zawodowej Marii Borszewskiej-Kornackiej wzięła udział Pierwsza dama Polski Agata Kornhauser-Duda.

## Odznaczenia i wyróżnienia
- Medal Komisji Edukacji Narodowej, 2017[8]
- Krzyż Kawalerski Orderu Odrodzenia Polski, 2012[9]
- Złoty Krzyż Zasługi, 2003[10]
- Nagroda zespołowa dydaktyczna Rektora I stopnia, 2005, 2006, 2007
- Nagroda ministra Zdrowia i Opieki Społecznej „Za zasługi dla ochrony zdrowia”
- Nagroda Ministra Zdrowia „Standardy Opieki nad Noworodkiem w Polsce”, 2016